# Famille Semitecolo
 (juillet 2024).
La famille Semitecolo  est une famille patricienne de Venise, originaire d'Istrie et s'établit dans la Cité des Doges vers l'an 843.

## Historique
Membres du Maggior Consiglio à sa clôture de 1297. La plus grande partie de la famille s'établit dans les colonies vénitiennes du duché de Candie.
À la chute de la République, la famille se trouvait réparti en deux branches, une à Venise, l'autre à Trévise. Leur noblesse fut confirmée par le gouvernement impérial autrichien par Résolutions souveraines resp. du 16 décembre et du 30 novembre 1817.

## Armes

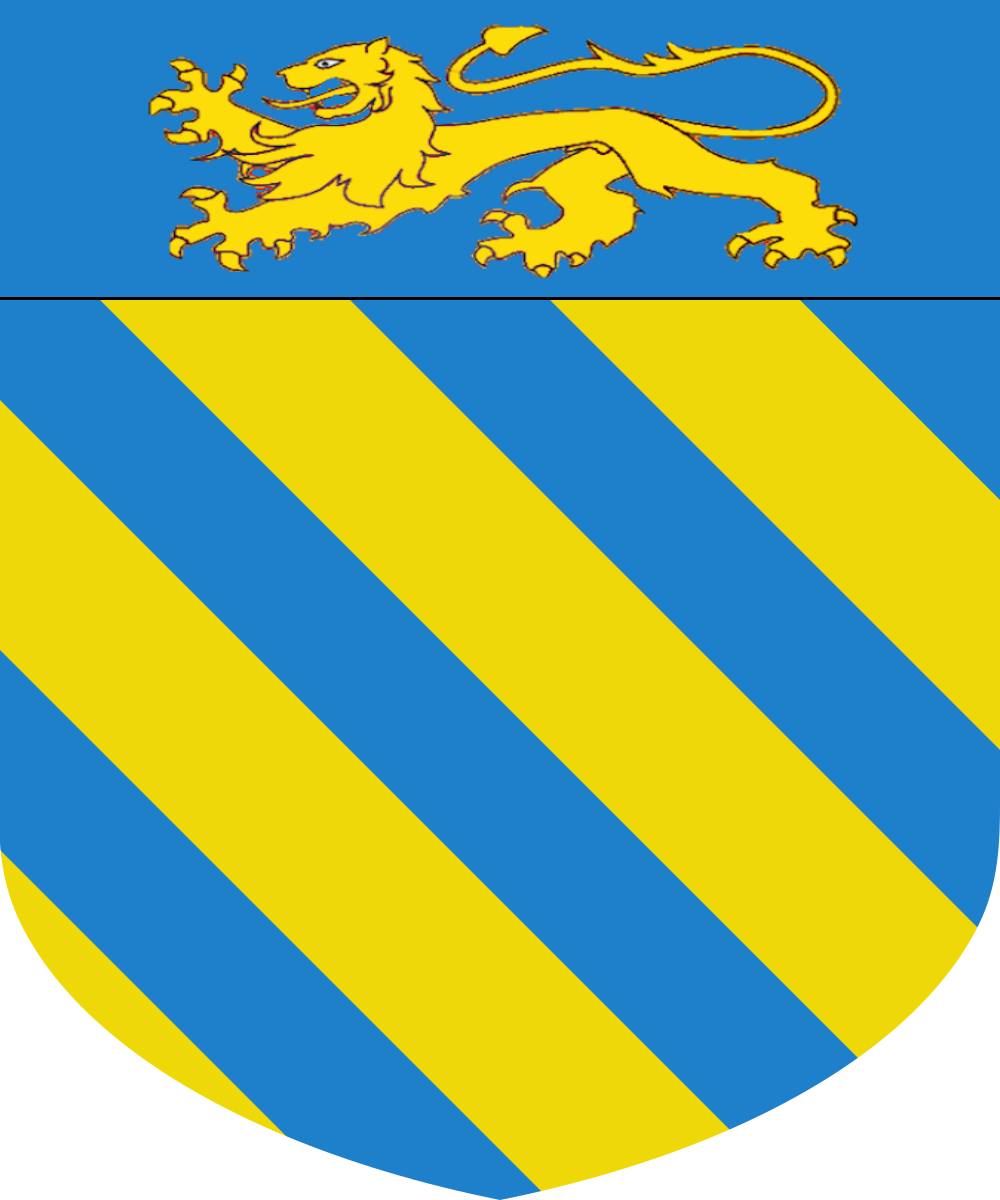
armes des Semitecolo.

Les armes des Semitecolo sont bandé d'or et d'azur de six pièces avec un chef d'azur chargé d'un lion passant d'or.

## Demeures

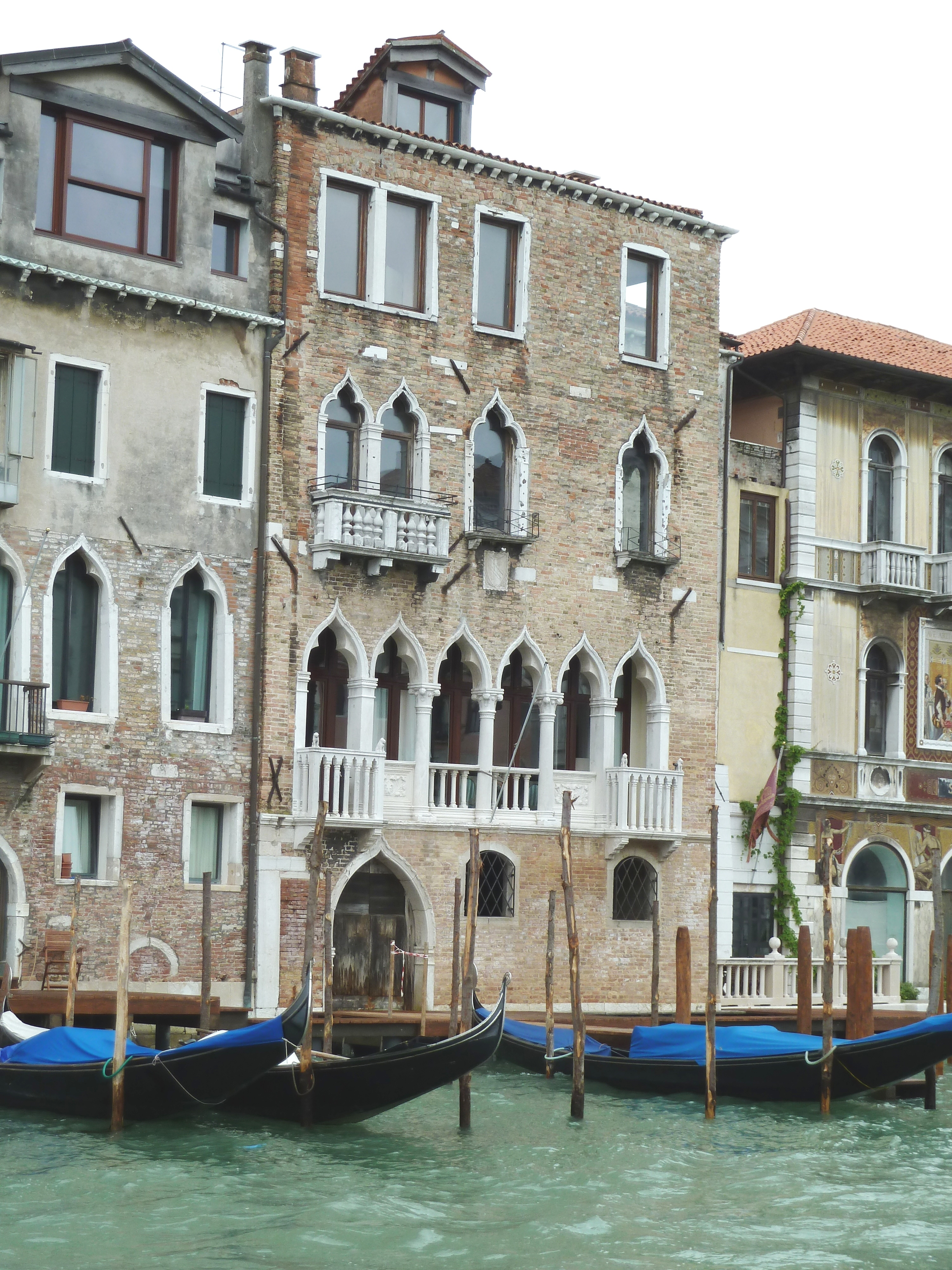
Palais Orio Semitecolo Benzon sur le Grand Canal